# GUI-Simulation
GUI-Emulation ist eine Softwaretechnik zur Nachahmung des Aussehens einer Benutzeroberfläche. Dabei verwendet das emulierende Programm nicht die betriebssystemeigenen Routinen zur Erzeugung einer grafischen Oberfläche, sondern vollständig eigene Zeichenalgorithmen.
GUI-Emulation wird vor allem dann eingesetzt, wenn ein Programm für mehrere Systeme geschrieben wurde oder wenn Plattformunabhängigkeit ermöglicht werden soll, indem das Programm nicht die GUI-Subsysteme eines Betriebssystems zur Darstellung der Benutzeroberfläche nutzt, sondern eine eigene Bibliothek, die entweder in das Programm integriert ist, mit diesem installiert wurde oder extra beschafft werden muss (Laufzeitumgebung).
Eine solche Bibliothek, die GUI-Emulation benutzt, ist zum Beispiel Qt.

## Vor- und Nachteile der GUI-Emulation

### Vorteile
- Die GUI-Emulation kann Plattformunabhängigkeit gewährleisten.
- Es können GUI-Elemente dargestellt werden, die in dieser Form im Subsystem des Betriebssystems möglicherweise nicht existieren.

### Nachteile
- Es ist eine zusätzliche Bibliothek notwendig, die möglicherweise extra bezogen werden muss.
- Je mehr Betriebssysteme diese Bibliothek unterstützt, desto umfangreicher werden ihre Zeichenroutinen und umso größer die Bibliothek.
- Es wird zusätzliche Rechenzeit gebraucht, da die Zeichenroutinen die Elemente selbst zeichnen, bevor das Betriebssystem die Oberfläche darstellt. Bei einem Betriebssystem wie Microsoft Windows, das bis zur Version „XP“ das prozessorgestützte GDI benutzte, erhöht sich wegen der zusätzlichen Zeichenroutinen die Prozessorlast für die grafische Darstellung. Ab der Windows-Version „Vista“ wird die grafische Berechnung und Darstellung des Betriebssystems der Grafikkarte überlassen.